# Мона (Юта)
 Тази статия е за града в САЩ.  За острова в Карибско море вижте Мона (остров).  
Мона (на английски: Mona) е град в окръг Джуаб, щата Юта, САЩ. Мона е с население от 850 жители (2000) и обща площ от 3,7 km². Намира се на 1515 m надморска височина. ЗИП кодът му е 84645, а телефонният му код е 435.